# Sierraville (California)
Sierraville es un lugar designado por el censo ubicado en el condado de Sierra en el estado estadounidense de California. En el año 2010 tenía una población de 200 habitantes.

## Geografía
Sierraville se encuentra ubicado en las coordenadas 39°35′0.83″N 120°21′40.95″O / 39.5835639, -120.3613750.